# Романовское (Курганская область)
Романовское — село в Белозерском районе Курганской области. Входит в состав Новодостоваловского сельсовета.

## История
До 1917 года входило в состав Шмаковской волости Курганского уезда Тобольской губернии. По данным на 1926 год состояло из 181 хозяйства. В административном отношении являлось центром Романовского сельсовета Белозерского района Курганского округа Уральской области.

## Население
| 1782 | 1868 | 1912 | 1926 | 1989 | 2002 | 2010 |
| ---- | ---- | ---- | ---- | ---- | ---- | ---- |
| 299  | ↗577 | ↗678 | ↗737 | ↘421 | ↘167 | ↘134 |

По данным переписи 1926 года в селе проживало 737 человек (340 мужчин и 397 женщин), в том числе: русские составляли 100 % населения.